# Lucjan Lewandowski
Lucjan Lewandowski (ur. 29 listopada 1899 w Gniewie, zm. 24 grudnia 1964 w Biłgoraju) – polski malarz.

## Życiorys
Był synem drogisty Ludwika Lewandowskiego oraz Antoniny z Porawskich. W latach 20. studiował malarstwo w Paryżu. Do kraju powrócił na początku lat 30. Malował najczęściej pejzaże i portrety, jeżdżąc po wielkopolskich dworach. Po wojnie był nauczycielem w szkole plastycznej w Kole, a następnie w Nałęczowie, gdzie stworzył cykl pejzaży nałęczowskich. Ostatnim miejscem pracy Lucjana był Biłgoraj. Tam też zmarł.
Kilka obrazów Lucjana znajduje się w Muzeum Archidiecezjalnym w Poznaniu, wiele z nich jest obecnie w rękach prywatnych.